# A.F.C. Blackpool
 A.F.C. Blackpool là một câu lạc bộ bóng đá Anh nằm ở Blackpool, Lancashire, hiện tại đang chơi ở North West Counties League Premier Division. Sân nhà của họ là Jepson Way và có biệt danh The Mechs. Trước đó CLB từng chơi ở Stanley Park Arena trước khi chuyển đến sân hiện tại. Họ là thành viên chính thức của Lancashire County Football Association.

## Lịch sử
CLB được thành lập với tên gọi Blackpool Metal Mechanics năm 1947 trước khi đổi tên thành Blackpool Mechanics và từng chơi ở Stanley Park Arena trước khi chuyển đến Jepson Road. Lúc đầu họ chơi ở giải địa phương ở Fylde coast. Họ giành chức vô địch Fylde District League Division Two ở mùa giải 1950–51 và được thăng hạng lên Division One, nơi mà giữa các mùa 1953–54 và 1957–58 CLB vô địch 2 lần và á quân 3 lần trong 5 mùa giải liên tiếp. Họ cũng giành được nhiều danh hiệu cup địa phương, bao gồm Lancashire FA Amateur Shield mùa giải 1957–58.
Năm 1959 CLB quyết định bước tiếp và gia nhập West Lancashire League. Trong mùa giải đầu tiên, 1959–60, họ đoạt chức á quân. Mùa giải 1960–61 họ trở thành nhà vô địch và lại giành được Lancashire FA Amateur Shield một lần nữa. Mùa giải tiếp sau đó, họ tiếp tục vô địch West Lancashire League.
Năm 1962, CLB gia nhập Lancashire Combination Division Two. Mùa giải 1972–73 họ vô địch Lancashire Combination Bridge Shield và ở mùa 1974–75 kết thúc với vị trí thứ hai của giải đấu, chỉ kém 1 điểm so với nhà vô địch Darwen. Với sự thành lập của North West Counties Football League, họ được xếp vào Division Three, và được thăng hạng Division Two khi vô địch mùa giải 1985–86. Không lâu sau, ở mùa giải 1991–92 họ được thăng hạng Division One trước khi bị xuống chơi lại Division Two, sau đó được đổi tên thành Division One năm 2006. Với tư cách vô địch Division One mùa giải 2010–11, họ giành quyền chơi ở Premier Division, và vẫn thi đấu cho đến hiện tại.
Tháng 5 năm 2005 Lytham St.Annes FC, đội vừa vô địch West Lancashire League Division One, sáp nhập với Mechanics. Lytham St.Annes rút lui khỏi West Lancashire League, để lại nguồn tài nguyên và nhân lực lại ở Jepson Way cho đội bóng mới Mechanics trong việc chinh phục các hạng đấu cao hơn.
Trận đấu lớn nhất trong lịch sử của Blackpool Mechanics đến từ tháng 2 năm 2006 khi họ thi đấu với FC United of Manchester. Với việc FC United thu hút quá nhiều cổ động viên, nên trận đấu phải chuyển từ Jepson Way sang sân của Blackpool là Bloomfield Road, với số lượng 4,300 khán giả. Mechanics thua 4–2, nhưng họ kiếm được đến £10,000 từ trận đấu.
Tháng 5 năm 2008 Blackpool Mechanics FC và Squires Gate Junior FC kết hợp lại thành 1 đội. Để đánh dấu sự bắt đầu của một thời kì mới họ quyết định đổi tên thành AFC Blackpool. Sự thay đổi tên này phụ thuộc vào sự chấp thuận hoàn toàn từ phía Blackpool, và tháng 7 năm 2008 họ xác nhận với Lancashire Football Association rằng họ không phản đối điều đó và có nhã ý giúp đỡ CLB mới.

## Sân vận động
Sân vận động của AFC Blackpool là The Mechanics ở Jepson Way, Blackpool. Tháng 12 năm 2007, CLB thông báo kế hoạch cải thiện cho sân Jepson Way với giá trị £60,000 với sự đóng góp từ Football Foundation và nhà tài trợ CLB, Northern Care. Sự cải tiến bao gồm cả sân đấu và hàng rào chắn khán giả mới cùng khu vực khán giả làm bằng xi măng xung quanh sân. Công việc tháo nước trên sân bắt đầu từ tháng 4 năm 2008, cũng như nâng lên và trồng cỏ lại cho sân. Với sự thay đổi tên gọi vào tháng 5 năm 2008, họ thuê một phần sân khác kế bên sân vận động Jepson Way cung cấp phòng ở cho đội bóng mới kết hợp. Thêm vào đó, việc đầu tư để cải thiện cơ sở vật chất cũng bắt đầu. Cũng có quyết định đưa ra rằng Jepson Way lấy tên The Mechanics để kết nối lại với quá khứ.

## Danh hiệu
- Lancashire Combination
  - Bridge Shield: Vô địch 1972
- North West Counties Football League
  - First Division: Vô địch 2010–11
  - Third Division: Vô địch 1985–86
- West Lancashire Football League
  - Vô địch 1960–61, 1961–62
- Fylde District League
  - Division One: Vô địch 2 lần
  - Division Two: Vô địch 1950–51
- Lancashire FA Amateur Shield
  - Vô địch: 1957–58, 1960–61

## Lịch sử giải đấu
| Mùa giải | Hạng đấu                                             | Vị thứ                                               | Sự kiện đáng chú ý                                   |
| Thành lập năm 1947 với tên gọi Blackpool Mechanics                                                            | Thành lập năm 1947 với tên gọi Blackpool Mechanics   | Thành lập năm 1947 với tên gọi Blackpool Mechanics   | Thành lập năm 1947 với tên gọi Blackpool Mechanics   |
| Tham gia Fylde District Football League Division Two                                                          | Tham gia Fylde District Football League Division Two | Tham gia Fylde District Football League Division Two | Tham gia Fylde District Football League Division Two |
| --- | ---------------------------------------------------- | ---------------------------------------------------- | ---------------------------------------------------- |
| 1947–48 | Fylde District Football League Division Two          |                                                      |                                                      |
| 1948–49 | Fylde District Football League Division Two          |                                                      |                                                      |
| 1949–50 | Fylde District Football League Division Two          |                                                      |                                                      |
| 1950–51 | Fylde District Football League Division Two          | 1                                                    | Vô địch                                              |
| 1951–52 | Fylde District Football League Division One          |                                                      |                                                      |
| 1952–53 | Fylde District Football League Division One          |                                                      |                                                      |
| 1953–54 | Fylde District Football League Division One          |                                                      |                                                      |
| 1954–55 | Fylde District Football League Division One          |                                                      |                                                      |
| 1955–56 | Fylde District Football League Division One          |                                                      |                                                      |
| 1956–57 | Fylde District Football League Division One          |                                                      |                                                      |
| 1957–58 | Fylde District Football League Division One          |                                                      |                                                      |
| 1958–59 | Fylde District Football League Division One          |                                                      |                                                      |
| Joined West Lancashire League                                                                                 |                                                      |                                                      |                                                      |
| 1959–60 | West Lancashire League                               | 2                                                    | Á quân                                               |
| 1960–61 | West Lancashire League                               | 1                                                    | Vô địch                                              |
| 1961–62 | West Lancashire League                               | 1                                                    | Vô địch                                              |
| Joined Lancashire Combination Division Two                                                                    |                                                      |                                                      |                                                      |
| 1962–63 | Lancashire Combination Division Two                  | 11                                                   |                                                      |
| 1963–64 | Lancashire Combination Division Two                  | 14                                                   |                                                      |
| 1964–65 | Lancashire Combination Division Two                  | 9                                                    |                                                      |
| 1965–66 | Lancashire Combination Division Two                  | 11                                                   |                                                      |
| 1966–67 | Lancashire Combination Division Two                  | 10                                                   |                                                      |
| 1967–68 | Lancashire Combination Division Two                  | 10                                                   |                                                      |
| Lancashire Combination Division Two trở thành Lancashire Combination do sự tái cơ cấu giải đấu                |                                                      |                                                      |                                                      |
| 1968–69 | Lancashire Combination                               | 9                                                    |                                                      |
| 1969–70 | Lancashire Combination                               | 9                                                    |                                                      |
| 1970–71 | Lancashire Combination                               | 7                                                    |                                                      |
| 1971–72 | Lancashire Combination                               | 3                                                    |                                                      |
| 1972–73 | Lancashire Combination                               | 7                                                    |                                                      |
| 1973–74 | Lancashire Combination                               | 8                                                    |                                                      |
| 1974–75 | Lancashire Combination                               | 2                                                    | Á quân                                               |
| 1975–76 | Lancashire Combination                               | 4                                                    |                                                      |
| 1976–77 | Lancashire Combination                               | 9                                                    |                                                      |
| 1977–78 | Lancashire Combination                               | 14                                                   |                                                      |
| 1978–79 | Lancashire Combination                               | 9                                                    |                                                      |
| 1979–80 | Lancashire Combination                               | 15                                                   |                                                      |
| 1980–81 | Lancashire Combination                               | 16                                                   |                                                      |
| 1981–82 | Lancashire Combination                               | 8                                                    |                                                      |
| Tham gia North West Counties Football League Division Three với tư cách thành viên sáng lập                   |                                                      |                                                      |                                                      |
| 1982–83 | North West Counties Football League Division Three   | 6                                                    |                                                      |
| 1983–84 | North West Counties Football League Division Three   | 7                                                    |                                                      |
| 1984–85 | North West Counties Football League Division Three   | 5                                                    |                                                      |
| 1985–86 | North West Counties Football League Division Three   | 1                                                    | Vô địch                                              |
| 1986–87 | North West Counties Football League Division Two     | 12                                                   |                                                      |
| 1987–88 | North West Counties Football League Division Two     | 15                                                   |                                                      |
| 1988–89 | North West Counties Football League Division Two     | 16                                                   |                                                      |
| 1989–90 | North West Counties Football League Division Two     | 3                                                    |                                                      |
| 1990–91 | North West Counties Football League Division Two     | 5                                                    |                                                      |
| 1991–92 | North West Counties Football League Division Two     | 3                                                    | Thăng hạng                                           |
| 1992–93 | North West Counties Football League Division One     | 22                                                   | Xuống hạng                                           |
| 1993–94 | North West Counties Football League Division Two     | 13                                                   |                                                      |
| 1994–95 | North West Counties Football League Division Two     | 8                                                    |                                                      |
| 1995–96 | North West Counties Football League Division Two     | 15                                                   |                                                      |
| 1996–97 | North West Counties Football League Division Two     | 18                                                   |                                                      |
| 1997–98 | North West Counties Football League Division Two     | 21                                                   |                                                      |
| 1998–99 | North West Counties Football League Division Two     | 19                                                   |                                                      |
| 1999–2000 | North West Counties Football League Division Two     | 15                                                   |                                                      |
| 2000–01 | North West Counties Football League Division Two     | 6                                                    |                                                      |
| 2001–02 | North West Counties Football League Division Two     | 8                                                    |                                                      |
| 2002–03 | North West Counties Football League Division Two     | 14                                                   |                                                      |
| 2003–04 | North West Counties Football League Division Two     | 14                                                   |                                                      |
| 2004–05 | North West Counties Football League Division Two     | 10                                                   |                                                      |
| 2005–06 | North West Counties Football League Division Two     | 9                                                    |                                                      |
| 2006–07 | North West Counties Football League Division Two     | 13                                                   |                                                      |
| 2007–08 | North West Counties Football League Division Two     | 9                                                    |                                                      |
| Blackpool Mechanics đổi tên thành AFC Blackpool                                                               |                                                      |                                                      |                                                      |
| North West Counties Football League Division Two trở thành North West Counties Football League First Division |                                                      |                                                      |                                                      |
| 2008–09 | North West Counties Football League First Division   | 15                                                   |                                                      |
| 2009–10 | North West Counties Football League First Division   | 15                                                   |                                                      |
| 2010–11 | North West Counties Football League First Division   | 1                                                    | Vô địch                                              |
| 2011–12 | North West Counties Football League Premier Division | 8                                                    |                                                      |
| 2012–13 | North West Counties Football League Premier Division | 10                                                   |                                                      |
| 2013–14 | North West Counties Football League Premier Division | 13                                                   |                                                      |
| 2014–15 | North West Counties Football League Premier Division | 18                                                   |                                                      |